# TONIKAWA: Over the Moon for You
TONIKAWA: Over the Moon for You (トニカクカワイイ Tonikaku Kawaii 1, auch Fly Me to the Moon) ist eine im Jahr 2018 gestartete Manga-Reihe des Mangaka Kenjirō Hata, die im Shōnen Sunday des Verlages Shōgakukan erscheint. Die Serie ist in das Genre Romantische Komödie einzuordnen.
Die Geschichte folgt dem ehemaligen Oberschüler Nasa Yuzaki und seiner frisch angetrauten Tsukasa Tsukuyomi. Eine Anime-Fernsehserie, produziert durch das Studio Seven Arcs, startete am 3. Oktober 2020 im japanischen Fernsehen. In Deutschland zeigt Crunchyroll die Serie im Simulcast.

## Handlung
Nasa Yuzaki, ein Junge mit eigenartigen Namen, wird am Tag der Aufnahmeprüfung in einem Verkehrsunfall verwickelt. Er trifft auf ein wunderschönes Mädchen, das ihn rettet und folgt diesem, an einer Bushaltestelle gesteht er ihr seine Gefühle. Das Mädchen, Tsukasa Tsukuyomi, willigt ein seine Freundin zu werden, unter der Bedingung, dass sie zuvor heiraten. Auch an seinem 18. Geburtstag denkt Nasa, der sich zwischenzeitlich gegen einen Besuch der Oberschule entschieden hat um Tsukasa zu suchen, an das Versprechen, welches sie sich in jener Nacht gaben. Plötzlich steht Tsukasa mit einem Heiratsformular vor Nasas Haustür und beide beginnen ihre Beziehung und Ehe. Obwohl Tsukasas jüngere anhängliche Freundin die Beziehung zwischen den beiden nicht akzeptiert, bringt sie Nasa zu ihrer Familie. Die Serie folgt Nasa und Tsukasa und befasst sich mit der stetigen Entwicklung ihrer Beziehung.

## Charaktere

### Hauptcharaktere
Nasa Yuzaki (由崎 星空, Yuzaki Nasa)
Nasa ist der Hauptcharakter der Mangaserie. Er erhielt seinen Namen in Anlehnung an die US-amerikanische Raumfahrtbehörde NASA. Aufgrund des ungewöhnlichen Namens wurde Nasa von seinen Mitschülern gehänselt. Dies spornte ihn allerdings an, später etwas im Leben zu erreichen. Er ist sehr schlau. Eines Tages hat er eine Begegnung mit dem Schicksal, als er in einen Verkehrsunfall verwickelt und von Tsukasa, seiner späteren Ehefrau, gerettet wurde. Seine Liebe gestehend, willigt Tsukasa unter der Bedingung ein, dass sie später heiraten werden. Drei Jahre nach dem Vorfall heiraten beide.
Tsukasa Tsukuyomi (月読 司, Tsukuyomi Tsukasa)
Tsukasa ist der weibliche Hauptcharakter der Serie. Sie rettet Yuzaki bei einem Verkehrsunfall. Sie willig ein, seine Freundin zu werden wenn dieser sich bereit erklärt, sie zur Frau zu nehmen. Sie verschwindet für die nächsten drei Jahre und steht an Nasas 18. Geburtstag mit einem Antrag auf eine Hochzeitserlaubnis vor dessen Tür. Sie heiraten und Tsukasa nimmt Nasas Nachnamen an. Nach und nach offenbart sich ein Mysterium um sie.

### Nebencharaktere
Kaname Arisugawa (有栖川 要, Arisugawa Kaname)
Kaname ist Nasas Kōhai und Hausmeisterin des familieneigenen öffentlichen Badehauses. Sie ist die größte Unterstützerin der Beziehung von Nasa und Tsukasa. Dies geht bis zu dem Punkt, an dem sie den beiden Lehrstunden gibt, um ihre Beziehung auszuweiten. Auch schafft sie des Öfteren absichtlich Situationen, um die Beziehung der beiden zu testen.
Aya Arisugawa (有栖川 綾, Arisugawa Aya)
Aya ist Kanames ältere Schwester und ein Dussel. Sie hegt Gefühle gegenüber Nasa. Nachdem sie erstmals auf Nasas Ehefrau Tsukasa trifft, hält sie diese für dessen Schwester. Als sie erkennt, dass sie Nasas Frau ist, ist sie anfangs am Boden zerstört. Mit der Zeit lernt sie dies jedoch zu akzeptieren und unterstützt die beiden in ihrer Ehe.
Chitose Kaginoji (鍵ノ寺 千歳, Kaginoji)
Sie ist eine Bekannte von Tsukasa, die sie als ihre Schwester bezeichnet. Sie ist sehr anhänglich und heißt die Beziehung von Nasa und Tsukasa nicht gut. Sie ist sehr eifersüchtig und befiehlt deswegen ihren beiden Maids Charlotte und Aurora, Nasa in die Missgunst Tsukasas zu bringen. Als sie erfährt, dass Nasa ihr Ehemann ist, beginnt sie allmählich sich zu öffnen. Die genaue familiäre Beziehung zwischen Chitose und Tsukasa ist nicht eindeutig geklärt. Bekannt ist, dass Tsukasa bei der Familie von Chitose wohnte, bevor sie zu Nasa zog und beide Chitoes Tante als solche bezeichnen.

## Medien

### Manga
TONIKAWA: Over the Moon for You wird von Kenjirō Hata geschrieben und gezeichnet. Die ersten beiden Kapitel des Manga wurden erstmals in der zwölften Ausgabe des Jahres 2018 des Shōnen Sunday aus dem Verlag Shōgakukan veröffentlicht. Der Shōgakukan-Verlag brachte den Mange in mehreren individuellen Bänden im Tankōbon-Format heraus. Die ersten beiden Bände erschienen am 18. Mai bzw. am 17. August 2018. Für die Herausgabe des zweiten Bandes wurde ein Ankündigungsvideo produziert, in welchem die japanische Pop-Girlgroup Earphone zu hören ist. Bisher brachte die Mangaserie 32 Bände hervor (Stand Juni 2025).
Im Februar 2020 kündigte der Verlag Viz Media an, die Serie in englischer Sprache zu veröffentlichen. Im Oktober gleichen Jahres wurde angekündigt, dass der Manga in Deutschland bei Manga Cult erscheint. Der Verlag bringt die Serie seit Juli 2021 unter dem Titel Tonikawa – Fly Me to the Moon in bisher 24 Bänden heraus (Stand: Mai 2025).
| Band | Japanisch        | Japanisch               | Deutsch          | Deutsch                |
| Band | Veröffentlichung | ISBN                    | Veröffentlichung | ISBN                   |
| ---- | ---------------- | ----------------------- | ---------------- | ---------------------- |
| 01   | 18. Mai 2018     | ISBN 978-4-09-128263-7. | 1. Juli 2021     | ISBN 978-3-96433-452-7 |
| 02   | 17. Aug. 2018    | ISBN 978-4-09-128384-9. | 2. Sep. 2021     | ISBN 978-3-96433-453-4 |
| 03   | 18. Okt. 2018    | ISBN 978-4-09-128557-7. | 4. Nov. 2021     | ISBN 978-3-96433-454-1 |
| 04   | 18. Jan. 2019    | ISBN 978-4-09-128778-6. | 13. Jan. 2022    | ISBN 978-3-96433-455-8 |
| 05   | 18. März 2019    | ISBN 978-4-09-129087-8. | 3. März 2022     | ISBN 978-3-96433-456-5 |
| 06   | 18. Juni 2019    | ISBN 978-4-09-129164-6. | 5. Mai 2022      | ISBN 978-3-96433-457-2 |
| 07   | 16. Aug. 2019    | ISBN 978-4-09-129315-2. | 7. Juli 2022     | ISBN 978-3-96433-458-9 |
| 08   | 18. Okt. 2019    | ISBN 978-4-09-129433-3. | 1. Sep. 2022     | ISBN 978-3-96433-459-6 |
| 09   | 17. Jan. 2020    | ISBN 978-4-09-129544-6. | 3. Nov. 2022     | ISBN 978-3-96433-460-2 |
| 10   | 18. März 2020    | ISBN 978-4-09-129565-1. | 12. Jan. 2023    | ISBN 978-3-96433-461-9 |
| 11   | 18. Mai 2020     | ISBN 978-4-09-850070-3. | 9. März 2023     | ISBN 978-3-96433-645-3 |
| 12   | 18. Aug. 2020    | ISBN 978-4-09-850171-7. | 4. Mai 2023      | ISBN 978-3-96433-646-0 |
| 13   | 16. Okt. 2020    | ISBN 978-4-09-850269-1. | 6. Juli 2023     | ISBN 978-3-96433-647-7 |
| 14   | 17. Dez. 2020    | ISBN 978-4-09-850284-4. | 7. Sep. 2023     | ISBN 978-3-96433-648-4 |
| 15   | 15. Apr. 2021    | ISBN 978-4-09-850396-4. | 2. Nov. 2023     | ISBN 978-3-96433-649-1 |
| 16   | 16. Juni 2021    | ISBN 978-4-09-850591-3. | 11. Jan. 2024    | ISBN 978-3-96433-650-7 |
| 17   | 17. Aug. 2021    | ISBN 978-4-09-850641-5. | 7. März 2024     | ISBN 978-3-96433-651-4 |
| 18   | 17. Nov. 2021    | ISBN 978-4-09-850734-4. | 2. Mai 2024      | ISBN 978-3-96433-652-1 |
| 19   | 17. Feb. 2022    | ISBN 978-4-09-850871-6. | 4. Juli 2024     | ISBN 978-3-96433-653-8 |
| 20   | 17. Juni 2022    | ISBN 978-4-09-851156-3  | 5. Sep. 2024     | ISBN 978-3-75730-298-6 |
| 21   | 15. Sep. 2022    | ISBN 978-4-09-851263-8  | 7. Nov. 2024     | ISBN 978-3-7573-0460-7 |
| 22   | 16. Dez. 2022    | ISBN 978-4-09-851478-6  | 9. Jan. 2025     | ISBN 978-3-7573-0461-4 |
| 23   | 16. März 2023    | ISBN 978-4-09-851770-1  | 6. März 2025     | ISBN 978-3-7573-0462-1 |
| 24   | 16. Juni 2023    | ISBN 978-4-09-852122-7  | 8. Mai 2025      | ISBN 978-3-75730-463-8 |
| 25   | 15. Sep. 2023    | ISBN 978-4-09-852841-7  |                  |                        |
| 26   | 18. Dez. 2023    | ISBN 978-4-09-853048-9  |                  |                        |
| 27   | 18. März 2024    | ISBN 978-4-09-853176-9  |                  |                        |
| 28   | 18. Juni 2024    | ISBN 978-4-09-853376-3  |                  |                        |
| 29   | 18. Sep. 2024    | ISBN 978-4-09-853572-9  |                  |                        |
| 30   | 18. Dez. 2024    | ISBN 978-4-09-853804-1  |                  |                        |
| 31   | 18. März 2025    | ISBN 978-4-09-854020-4  |                  |                        |

### Anime
Am 24. März des Jahres 2020 wurde die Produktion einer Anime-Fernsehserie angekündigt, die bereits ab Oktober des gleichen Jahres im japanischen Fernsehen gezeigt werden sollte. Als Regisseur fungiert Hiroshi Ikehata, der die Serie im Animationsstudio Seven Arcs produziert. Das Drehbuch stammt aus der Feder von Kazuo Hyodo. Das Charakterdesign wurde von Masakatsu Sasaki entworfen, der bereits an den Anime-Projekten Saki und We Never Learn involviert war.
Die Musik in der Serie wurde von Endō komponiert. Akari Kitō, die Sprecherin von Tsukasa Tsukuyomi, singt in der Serie das Lied im Vorspann mit dem Titel Koi no Uta, welches vom J-Pop-Produzenten Yunomi produziert wurde, während das Lied im Abspann, Tsuki to Hoshizora, von Kanoe Rana interpretiert wird. Die Serie startete am 2. Oktober 2020 im japanischen Fernsehen, wo er bei Tokyo MX, ytv° und BS-NTV gezeigt wird. In Deutschland wird die Anime-Serie bei Crunchyroll und Anime on Demand auf Japanisch mit deutschen Untertiteln im Simulcast gezeigt.
Der Anime ist Teil der Crunchyroll Originals. Am 11. November 2020 wurde mitgeteilt, dass der Anime eine deutsche Sprachausgabe erhalten wird. Die erste Episode wird am 20. November 2020 auf Crunchyroll gezeigt.
Mitte Dezember 2020 wurde angekündigt, dass der Anime eine Original Video Animation (OVA) und eine Recap-Episode erhält. Letztere fasst die Handlung der zwölf Episoden in einer Folge zusammen und erscheint bereits am 25. Dezember 2020. Am 5. November 2021 wurde die Produktion einer zweiten Staffel offiziell angekündigt.
Die zweite Staffel wird seit dem 8. April 2023 auf Crunchyroll ebenfalls im Simulcast veröffentlicht.

#### Synchronisation
| Rolle             | Japanische Stimme (Seiyū) | Deutsche Stimme |
| ----------------- | ------------------------- | --------------- |
| Nasa Yuzaki       | Jun’ya Enoki              | Flemming Stein  |
| Tsukasa Tsukuyomi | Akari Kitō                | Leonie Landa    |
| Kaname Arisugawa  | Yū Serizawa               | Selina Böttcher |
| Aya Arisugawa     | Sumire Uesaka             | Julia Fölster   |
| Chitose Kaginoji  | Konomi Kohara             | Emily Seubert   |

#### Episodenliste
| Nr. (ges.) | Nr. (St.) | Deutscher Titel    | Originaltitel      | Erstausstrahlung Japan | Deutschsprachige Erstausstrahlung (D) | Regie             | Drehbuch     | Erstveröffentlichung im OmdU |
| ---------- | --------- | ------------------ | ------------------ | ---------------------- | ------------------------------------- | ----------------- | ------------ | ---------------------------- |
| 1          | 1         | Heirat             | 結婚 Kekkon        | 3. Okt. 2020           | 20. Nov. 2020                         | Akira Mano        | Kazuho Hyōdō | 3. Okt. 2020                 |
| 2          | 2         | Hochzeitsnacht     | 初夜 Shoya         | 10. Okt. 2020          | 27. Nov. 2020                         | Toshikatsu Tokoro | Kazuho Hyōdō | 10. Okt. 2020                |
| 3          | 3         | Schwestern         | 姉妹 Shimai        | 17. Okt. 2020          | 4. Dez. 2020                          | Yasuhiko Seyama   | Kazuho Hyōdō | 17. Okt. 2020                |
| 4          | 4         | Versprechen        | 約束 Yakusoku      | 24. Okt. 2020          | 11. Dez. 2020                         | Shunji Yoshida    | Yū Satō      | 24. Okt. 2020                |
| 5          | 5         | Ringe              | 指輪 Yubiwa        | 31. Okt. 2020          | 18. Dez. 2020                         | Yūsuke Onoda      | Gō Zappa     | 31. Okt. 2020                |
| 6          | 6         | Neuigkeiten        | 放送 Hōsō          | 7. Nov. 2020           | 25. Dez. 2020                         | Shigeru Fukase    | Kazuho Hyōdō | 7. Nov. 2020                 |
| 7          | 7         | Ausflug            | 旅行 Ryokō         | 14. Nov. 2020          | 1. Jan. 2021                          | Daiei Andō        | Yū Satō      | 14. Nov. 2020                |
| 8          | 8         | Eltern             | 親子 Oyako         | 21. Nov. 2020          | 8. Jan. 2021                          | Akira Mano        | Yū Satō      | 21. Nov. 2020                |
| 9          | 9         | Alltag             | 日常 Nichijō       | 28. Nov. 2020          | 15. Jan. 2021                         | Toshikatsu Tokoro | Kazuho Hyōdō | 28. Nov. 2020                |
| 10         | 10        | Heimweg            | 家路 Ieji          | 5. Dez. 2020           | 23. Jan. 2021                         | Akira Katō        | Kazuho Hyōdō | 5. Dez. 2020                 |
| 11         | 11        | Freunde            | 友人 Yūjin         | 12. Dez. 2020          | 29. Jan. 2021                         | Shunji Yoshida    | Yū Satō      | 12. Dez. 2020                |
| 12         | 12        | Mann und Frau      | 夫婦 Fūfù          | 19. Dez. 2020          | 5. Feb. 2021                          | Shigeru Fukase    | Kazuho Hyōdō | 19. Dez. 2020                |
| 12.5       | —         | Wiederholungsfolge | 回想 Kaisō         | 26. Dez. 2020          | —                                     | —                 | —            | 26. Dez. 2020                |
| OVA1       | —         | Social Media       | SNS                | 18. Aug. 2021          | 31. Aug. 2021                         | Masatoyo Takada   | Kazuho Hyōdō | 18. Aug. 2021                |
| OVA2       | —         | Uniform            | 制服               | 22. Nov. 2022          | -                                     | Hiroshi Ikehata   | Kazuho Hyōdō | 22. Nov. 2022                |
| 13         | 1         | All because of you | All because of you | 8. Apr. 2023           | -                                     | Shinichi Fukumoto | Kazuho Hyōdō | 8. April. 2023               |
| 14         | 2         | Über das Glück     | 幸せについて       | 15. Apr. 2023          | -                                     | Yusuke Kamata     | Kazuho Hyōdō | 15. April 2023               |

## Erfolg
Bis Oktober 2018 befanden sich rund 250.000 verkaufte Einheiten alleine in Japan im Umlauf. Bis Februar 2019 konnten 400.000 Einheiten abgesetzt werden, ehe im Oktober des gleichen Jahres die Marke von einer Million verkauften Einheiten erreicht wurde.
Im Jahr 2019 erreichte die Manga-Serie den 14. Platz bei den fünften Tsugi ni Kuru Manga Awards in der Printkategorie.